# Dolmen du Kernourz
Der Dolmen du Kernourz (auch Tumulus du Rocher oder Allée couverte du Rocher genannt) bei Le Bono ist ein Ellenbogen- oder Knickdolmen (französisch Dolmen à coudé) im Département Morbihan in der Bretagne in Frankreich. Dolmen ist in Frankreich der Oberbegriff für Megalithanlagen aller Art (siehe: Französische Nomenklatur).
Knickdolmen sind in nur sieben Exemplaren bekannt (Dolmen von Goërem), die alle auf etwa 100 km Länge zwischen den Mündungen der Loire (bei Saint-Nazaire) und des Blavet (bei Lorient) liegen und etwa um 3000 v. Chr. entstanden sind. 

## Beschreibung
Der Dolmen hat noch seinen Tumulus von 20 bis 30 m Durchmesser und bis zu vier Metern Höhe. Die Anlage hat zwei im Querschnitt quadratische Gangelemente und ist vor dem Knick etwa 12,0 dahinter etwa acht Meter lang. Acht Deckenplatten und 17 Tragsteine mit Zwischenmauerwerk bilden den vorderen Gang. Fünf größere Decksteine und etwa 18 Tragsteine bilden den hinteren Gang, der sich zum Ende hin aufweitet. Die Ecke wird durch zwei Tragsteine und eine große herzförmige Deckenplatte gebildet. Motive, wie sie von Les Pierres-Plates bekannt sind, zieren fünf Steine im hinteren Gang. Fünf Tragsteine der hinteren Kammer sind mit Gravuren versehen.
Im 8. Jahrhundert v. Chr., zu Beginn der Eisenzeit wurde ein halbes Dutzend Gräber mit Durchmessern von 10 bis 16 m und Hügeln von 0,50 bis 1,10 m Höhe um den Tumulus herum angelegt, die in rechteckigen Gruben Leichenbrand enthielten.